# Durnachtal
Koordinaten: 46° 55′ 0″ N, 9° 4′ 0″ O; CH1903: 724006 / 197460
Das Durnachtal ist ein Tal im Ortsteil  Linthal der Gemeinde Glarus Süd im Kanton Glarus in der Schweiz. Es wird von dem Gebirgsbach Durnagel durchflossen und befindet sich im Jagdbanngebiet Freiberg Kärpf. Über den Richetlipass verbindet das Tal die Ortschaften Linthal und Elm. Im Tal befinden sich drei Alpen, die Alp Vorderdurnachtal, die Alp Mitteldurnachtal und die Alp Hinterdurnachtal. Das Tal befindet sich zwischen den Bergen Hausstock und dem Kärpf. Es ist durch eine Fahrstrasse erschlossen.